# スルタン・ムハンマド・バダルディン2世国際空港
スルタン・ムハンマド・バダルディン2世国際空港 （スルタン・ムハンマド・バダルディン2せいこくさいくうこう、インドネシア語: Bandar Udara Internasional Sultan Mahmud Badaruddin II、英: Sultan Mahmud Badaruddin II International Airport）(IATA: PLM, ICAO: WIPP) は、インドネシア・スマトラ島の南スマトラ州パレンバンにある国際空港である。

## 概要
当空港は、パレンバンの市中心部から約15km北西の位置にある。パレンバンの最後のスルタンであるムハンマド・バダルディンにちなんで名づけられた。
旅客ターミナルビルは1つで、国内線コンコースと国際線コンコースに分かれている。

## 歴史
1938年まで、パレンバンにはTalang Betutu村に、無線や着陸用の計器など標準装備を備えた民間の空港が存在した。1942年から1943年に占領中の日本軍によって再建された。1963年7月15日、民間機と軍事機が共用する空港となった。1985年4月3日より、空港の名前はスルタン・ムハンマド・バダルディン2世国際空港と改められた。
1991年4月1日、当空港はManagement of Perum Angkasa Pura IIによって管理されるようになった。1992年1月2日からは、Management Perum Angkasa Pura IIは再編され、PT (Persero) Angkasa Pura IIとなった。
インドネシアの体育大会ペカン・オラフラガ・ナシオナルの2004年大会が南スマトラ州にて開催された際、政府は当空港の規模を国際空港と同程度に拡大するよう求めた。新ターミナルは2005年9月27日に完成した。

## 就航航空会社と就航都市

### 国内線
| 航空会社                   | 就航地 |
| -------------------------- | --- |
| ガルーダ・インドネシア航空 | スカルノ・ハッタ国際空港（ジャカルタ）、ハン・ナディム国際空港（バタム）、ングラ・ライ国際空港（デンパサール）、クアラナム国際空港（メダン）、デパチアミール空港（パンカルピナン）                                             |
| インドネシア・エアアジア   | クアラナム国際空港（メダン） |
| ライオン・エア             | スカルノ・ハッタ国際空港（ジャカルタ）、ハン・ナディム国際空港（バタム）、クアラナム国際空港（メダン）、デパチアミール空港（パンカルピナン）、チリック・リウット空港（パランカラヤ）、アジスチプト国際空港（ジョグジャカルタ） |
| バティック・エア           | スカルノ・ハッタ国際空港（ジャカルタ）、フセイン・サストラネガラ空港（バンドン）、ングラ・ライ国際空港（デンパサール、休航中）                                                                                                 |
| シティリンク               | ハリム・ペルダナクスマ国際空港（ジャカルタ）、ハン・ナディム国際空港（バタム）、ミナンカバウ国際空港（パダン）、ジュアンダ国際空港（スラバヤ）、フセイン・サストラネガラ国際空港（バンドン）、                                 |
| スリウィジャヤ航空         | スカルノ・ハッタ国際空港（ジャカルタ）、デパチアミール空港（パンカルピナン） |
| エクスプレス・エア         | ラディン・インテン2世空港（バンダールランプン）、フセイン・サストラネガラ空港（バンドン） |
| スシ航空                   | スルタン・タハ空港（ジャンビ）、Atung Bungsu Airport（パガールアラム） |

### 国際線
| 航空会社                   | 就航地                                         |
| -------------------------- | ---------------------------------------------- |
| ガルーダ・インドネシア航空 | キング・アブドゥルアズィーズ国際空港（ジッダ） |
| シルクエアー               | シンガポール・チャンギ国際空港（シンガポール） |
| エアアジア                 | クアラルンプール国際空港（クアラルンプール）   |

## 事故
- 1975年9月24日、当空港に着陸進入中だったガルーダ・インドネシア航空のフォッカー F28機がパレンバン付近で墜落。事故当時は深い霧で視界不良だった。この事故で、搭乗していた乗客・乗員併せて61人中25人と、地上にいた一般人1人が死亡した[2]。（ガルーダ・インドネシア航空150便墜落事故（英語版））

## 仮リンク
- パレンバンLRT 開業予定